# Ullrich Schwarz
Ullrich Schwarz (* 1950) ist ein deutscher Architekturtheoretiker, Hochschullehrer und Publizist.

## Leben
Schwarz studierte Germanistik und Soziologie an der Universität Hamburg, 1979 wurde er promoviert, anschließend arbeitete er als freier Lektor und Übersetzer für den Rowohlt Verlag. 1984–2016 war Schwarz Geschäftsführer der Hamburgischen Architektenkammer. Parallel lehrte er an zahlreichen Hochschulen. 1992–1998 war Schwarz Gastprofessor für Theorie der Architektur an der Hochschule für bildende Künste Hamburg, 2004–2008 Leiter des Instituts für Architekturtheorie und Kunst- und Kulturwissenschaften an der Technischen Universität Graz. Ab 2008 hatte er eine Vertretungsprofessor für Architekturtheorie an der HafenCity Universität Hamburg inne.
Ullrich Schwarz hat der Baukultur insbesondere in Hamburg seit den 1980er Jahren zahlreiche wegweisende Impulse gegeben. Er ist verantwortlicher Redakteur des seit 1989 erscheinenden Jahrbuches Architektur in Hamburg und zusammen mit Hartmut Frank Herausgeber der Schriftenreihe des Hamburgischen Architekturarchivs. Darüber hinaus ist er Mitbegründer und organisatorischer Leiter des Hamburger Architektur Sommers und war 2003–2004 Vorsitzender des Fördervereins Bundesstiftung Baukultur.
2004 wurde Schwarz Mitglied der Freien Akademie der Künste in Hamburg, seit 2013 ist er Vorsitzender von deren Sektion Baukunst. 2020–21 war er Präsident der Akademie.

## Publikationen
- Rettende Kritik und antizipierte Utopie. Zum geschichtlichen Gehalt ästhetischer Erfahrung in den Theorien von Jan Mukarovsky, Walter Benjamin und Theodor W. Adorno. Fink, München 1981, ISBN 3-7705-1987-6.
- (als Herausgeber) Grünes Bauen. Ansätze einer Öko-Architektur. Rowohlt, Reinbek 1982, ISBN 3-499-14936-2.
- (als Herausgeber) Peter Eisenman. Aura und Exzeß. Zur Überwindung der Metaphysik der Architektur. Passagen-Verlag, Wien 1995, ISBN 3-85165-165-0.
- (als Herausgeber) Risiko Stadt. Perspektiven der Urbanität. Junius, Hamburg 1995, ISBN 3-88506-249-6.
- (als Herausgeber) Neue Deutsche Architektur. Eine Reflexive Moderne. Hatje-Cantz, Ostfildern-Ruit 2002, ISBN 3-7757-1193-7.
- (als Herausgeber) Christian Frederik Hansen und die Architektur um 1800. Deutscher Kunstverlag, München/Berlin 2003, ISBN 3-422-06366-8.
- (als Herausgeber) Neue Heimat. Das Gesicht der Bundesrepublik. Bauten und Projekte 1947–1985. Dölling und Galitz, Hamburg 2019, ISBN 978-3-86218-112-4.